# Talkback
Talkback (též zvaný jako Quality Feedback Agent) je nástroj na reportování informací o pádu aplikace, který byl používán produkty Mozilla Corporation jako Firefox a Thunderbird, či dříve v aplikačním balíku Mozilla Suite. Jedná se o proprietární aplikaci společnosti SupportSoft. Z důvodů své uzavřenosti ji není možné používat v produktech založených na zdrojových kódech Firefoxu či Thunderbirdu.
Ve Firefoxu 3 byl Talkback nahrazen nově vyvinutým nástrojem Airbag, který má otevřený kód.